# Edmund Whittaker
Edmund Taylor Whittaker (ur. 24 października 1873 w Southport, zm. 24 marca 1956 w Edynburgu) – angielski naukowiec: matematyk, fizyk, astronom, historyk nauki i filozof. Laureat Medalu Sylvestera (1931) i Medalu Copleya (1954); członek angielskich Royal Society i Royal Astronomical Society oraz Papieskiej Akademii Nauk; profesor Trinity College w Cambridge, Uniwersytetu Edynburskiego i  Trinity College w Dublinie; ta ostatnia posada w jego czasach dawała mu stanowisko dyrektora Obserwatorium Dunsink i tytuł królewskiego astronoma Irlandii.

## Życiorys

### Dzieciństwo i edukacja
Urodził się w Southport w hrabstwie Lancashire, położonym w zachodniej części Anglii. Jego rodzice, Selina Septima Taylor i John Whittaker, byli niezależni finansowo i jak na owe czasy wystarczająco bogaci, aby nie podejmować pracy. Dziadek Edmunda, a tym samym ojciec Seliny Septimy, był doktorem medycyny z praktyką w Middleton niedaleko Manchesteru. Do momentu ukończenia jedenastu lat uczyła go matka. Potem młody Whittaker rozpoczął swoją edukację w Grammar School w Manchesterze, a od dziewiętnastego roku życia kontynuował ją w Trinity College na Uniwersytecie Cambridge, gdzie otrzymał stypendium naukowe. Będąc studentem z licencjatem słuchał wykładów m.in. George’a Darwina i Andrew Forsytha. W tym czasie jego zainteresowania oscylowały wokół matematyki stosowanej, co z pewnością wpłynęło na to, że w roku 1894 otrzymał nagrodę Sheepshanks Exhibition in Astronomy. W kolejnym roku Edmund otrzymał tytuł Second Wrangler (zajęcie drugiego miejsca na roku). W 1896 roku został pierwszym zdobywcą Nagrody Smitha dzięki pracy w dziedzinie matematyki klasycznej, zwanej „jednolitymi funkcjami”. Z czasów, kiedy jeszcze studiował na Cambridge, wzięło się także jego późniejsze zainteresowanie filozofią. Wtedy to zauroczony – jak podaje Janusz Mączka powołując się na monografię Alix Parmentier „La philosophie de Whitehead et le problème de Dieu” – filozoficzną naturą matematyki przez swojego profesora Whiteheada, począł zgłębiać historię filozofii.

### Kariera zawodowa
W 1896 roku Whittaker został członkiem Trinity College i zaczął wykładać w Cambridge. Jego pierwszymi uczniami w Cambridge byli Godfrey Harold Hardy i James Hopwood Jeans. Whittaker dokonał rewolucyjnych zmian w dydaktyce i tematyce nauczania w Cambridge. Nauczał matematyki na podstawie swojej sławnej książki A Course of Modern Analysis. Niniejsza praca jest ważna szczególnie dla studiujących złożone funkcje zmienne. Oprócz matematyki Whittaker wykładał na Cambridge szereg innych przedmiotów, takich jak: astronomia, optyka geometryczna, elektryka i magnetyka. Udział Whittakera w nauce astronomii zaznaczył się nie tylko w kursie jaki wykładał, lecz także uwidocznił się w przyjęciu go do Royal Astronomical Society. Od 1901 do 1906 roku służył tam jako sekretarz. W 1906 roku został Królewskim Astronomem Irlandii i przeprowadził się do Obserwatorium Dunsink, gdzie pracował Hamilton. W tym samym czasie został mianowany profesorem astronomii na Uniwersytecie w Dublinie.
W 1912 roku Whittaker objął stanowisko profesora Uniwersytetu Edynburskiego po zmarłym w listopadzie 1911 George’u Chrystalu. Został tam do końca swojej kariery zawodowej. Faktycznie przeszedł na emeryturę w 1943, lecz podczas II wojny światowej zgodził się pomagać przez następne trzy lata. Wkrótce po tym, jak wrócił do Edynburga, założył Edynburskie Laboratorium Matematyczne, gdzie zaczął realizować praktycznie swoje zainteresowania z analizy numerycznej. Wiele jego wykładów na ten temat zostało zebranych w książce, którą opublikował w 1924 i zatytułował: „Rachunek obserwacji: traktat w matematyce numerycznej”.

## Dorobek naukowy

### Matematyka, fizyka i historia nauki
Z praktycznej strony matematyki, Whittaker był zainteresowany przez wiele lat teorią względności, publikując co najmniej pięć artykułów na ten temat. Pracował także nad teorią elektromagnetyczną, dając w ten sposób rozwiązanie równania Maxwella. Jednym z jego najważniejszych studiów było „A history of the theories of Aether and Electricity, from the ages of Descartes to the Closes of the Nineteenth Century” („Historia teorii eteru i elektryczności od Kartezjusza do końca XIX wieku”). W 1953 roku ukończył poprawioną wersję, zawierającą prace od początku 1900 roku do 1925 roku.
McCrea opisuje badania Whittaker wykładami, które dawał dwa razy w tygodniu przez cały rok akademicki, podczas gdy był profesorem w Edynburgu: 

Albo dyskutował na temat swojej obecnej pracy albo dawał własne rozwinięcie tematów będących obecnie w zainteresowaniu matematyki. Zachwycał potencjałem matematyki, który umożliwiał mu zawsze, rok po roku, mieć materiał do dalszych wykładów – nigdy nie powtarzał tego samego – jak gdyby nigdy o tym nie myślał – kiedy aktualnie był zasypany innymi obowiązkami.

### Nagrody i wyróżnienia
Whittaker otrzymał wiele tytułów honorowych. Będąc członkiem Londyńskiego Stowarzyszenia Matematycznego, był jego przewodniczącym w latach 1928–1929. Stowarzyszenie to przyznało mu Medal De Morgana w 1935, natomiast wcześniej w 1905 został wybrany członkiem Royal Society, służąc w Radzie przez dwa okresy, od 1911 do 1912 oraz 1933 do 1935, w tym czasie został wiceprzewodniczącym podczas drugiego okresu. Został nagrodzony Medalem Sylvestera w 1931 i Medalem Copleya w 1954 (…) za jego wybitny wkład w matematykę, zarówno klasyczną jak i stosowaną, oraz w fizykę teoretyczną.
W 1945 otrzymał tytuł szlachecki.

### Teologia
Whittaker był gorliwym chrześcijaninem, w 1930 konwertował się na katolicyzm. W 1935 został nagrodzony odznaczeniem Pro Ecclesia et Pontifice, a rok później przyjęto go do Papieskiej Akademii Nauk (w roku powołania jej przez papieża Piusa XI). Wiele wykładów naukowych z teologii, takich jak: Riddell Memorial Lecture czy Donnellan Lectures stało się inspiracją do napisania dwóch dzieł, „Początek i koniec świata” oraz „Przestrzeń i Duch”. Powyższe dzieła zostały napisane w Dublinie, z czego pierwsze w 1942 roku, a drugie w cztery lata później.